# Ulrich Friedrich Kopp
Pour les articles homonymes, voir Kopp.
Ulrich Friedrich Kopp (1762-1834) est un paléographe allemand.
Né à Cassel, il a publié : 
- Palaeographia critica, en 4 volumes in-4°, Mannheim, 1817-1829;
- Bilder und Schriften der Vorzeit (« Anciennes écritures »), avec planches, 2 volumes in-4°, 1819-1821 : c'est un recueil de fac-similé.

Il a aussi écrit sur le droit et l'histoire de l'Allemagne, et a préparé une édition de Marcien Capella, publiée en 1836 par son ami Gottfried Hermann.